# Kanton Moret-sur-Loing
Kanton Moret-sur-Loing (fr. Canton de Moret-sur-Loing) byl francouzský kanton v departementu Seine-et-Marne v regionu Île-de-France. Tvořilo ho 14 obcí. Zrušen byl po reformě kantonů 2014.

## Obce kantonu
- Champagne-sur-Seine
- Dormelles
- Écuelles
- Épisy
- Montarlot
- Montigny-sur-Loing
- Moret-sur-Loing
- Saint-Mammès
- Thomery
- Veneux-Les Sablons
- Vernou-la-Celle-sur-Seine
- Villecerf
- Villemer
- Ville-Saint-Jacques